# روز كونور
روز كونور (بالإنجليزية: Rose Connor)‏ هي مهندسة معمارية أمريكية، ولدت في 4 مارس 1892 في دي موين في الولايات المتحدة، وتوفيت في 29 ديسمبر 1970 في كاليفورنيا في الولايات المتحدة.